# José María Hernández Sánchez
José María Hernández Sánchez n. (Salamanca), más conocido como María Hernández, es un entrenador de fútbol español que actualmente entrena al Salamanca Club de Fútbol UDS de la Segunda División RFEF.

## Trayectoria
María Hernández comenzó su carrera en los banquillos trabajando en las categorías inferiores de la extinta Unión Deportiva Salamanca. Más tarde, sería segundo entrenador de Ángel González Crego en el CD Guijuelo de la Segunda División B de España.
En diciembre de 2010, se hace cargo del CD Guijuelo de la Segunda División B de España para sustituir a Antonio Luis Cazalilla con el que equipo en puestos de descenso y lograría salvar al conjunto chacinero del descenso de categoría.
En noviembre de 2012, se convierte en entrenador de la Unión Deportiva Salamanca "B" de la Tercera División, sustituyendo a Ángel González Crego.
El 13 de marzo de 2013, se hace cargo del primer equipo de la Unión Deportiva Salamanca en el Grupo I de la Segunda División B de España para sustituir a Gorka Etxeberría, siendo el último entrenador del conjunto salmantino antes de su desaparición en junio de 2013.
En enero de 2014, se hace cargo del CF Salmantino de la Tercera División.
En mayo de 2016, firma por el Salamanca Club de Fútbol UDS de la Territorial Preferente, con el objetivo de ascender a Tercera División. Tras lograr dicho ascenso en la temporada 2016-17, en la siguiente temporada entrenaría al club charro en la temporada 2017-18 en la Tercera División.
En la temporada 2017-18, sería despedido pese a ir primero en el Grupo VIII de la Tercera División.
En la temporada 2018-19, trabajaría como scouting de la Sociedad Deportiva Huesca de la Primera División de España.
El 20 de enero de 2020, firma por la UD Somozas de la Tercera División de España - Grupo I, al que dirige hasta el parón de la liga por el coronavirus.
En la temporada 2020-21, se compromete con el Zamora Club de Fútbol para dirigir a su filial y colaborar con la secretaría técnica del primer equipo.
El 3 de febrero de 2021, abandona el club zamorano y firma por el Real Ávila CF de la Tercera División.
El 15 de febrero de 2022, se hace cargo de la Salamanca Club de Fútbol UDS de la Segunda División RFEF, tras la destitución de Antonio Calderón Burgos.

## Clubes
| Club                          | País   | Año       |
| ----------------------------- | ------ | --------- |
| CD Guijuelo                   | España | 2010-2011 |
| Unión Deportiva Salamanca "B" | España | 2012      |
| Unión Deportiva Salamanca     | España | 2013      |
| Salamanca Club de Fútbol UDS  | España | 2014-2015 |
| Salamanca Club de Fútbol UDS  | España | 2016-2017 |
| UD Somozas                    | España | 2020      |
| Zamora Club de Fútbol "B"     | España | 2020-2021 |
| Real Ávila CF                 | España | 2021      |
| Salamanca Club de Fútbol UDS  | España | 2022-2023 |